# Glaciar do Miage
O glaciar do Miage (em francês:  Glacier du Miage) faz parte do maciço do Monte Branco, encontra-se no vale Veny, do vale de Aosta, da Itália.
O glaciar é o maior glaciar da vertente italiana maciço do Monte Branco, e logo  do maior glaciar no valdostano com 10 km de comprimento. É o resultado da junção do glaciar de Bionnassay, depois do glaciar do Dôme e finalmente do glaciar do Monte Branco.
O seu término a 1 700 m de altitude está recoberto por pedaços rochosos que lhe dão a sua cor preta e formam a magnífica morena com uma centena de metros de altura (ver Imagens externas).

## Jardim de Miage
Formaram-se lagos no fim do glaciar, o lago do Brouillard,  que na realidade já não existe mas cuja localização ainda é evidente e ainda aparece nalguns mapas, o lago de Combal que se tornou numa grande zona pantanosa, e finalmente o  lago que se formou entre as duas línguas terminais do glaciar a 1.816 m de altitude, é conhecido por jardim de Miage ou lago verde (ver Imagens externas)
Uma linha de autocarro permite chegar a Plan Veny desde Courmayeur para um itinerário pedestre nos três lagos que se faz em 8 horas.	

## Imagens

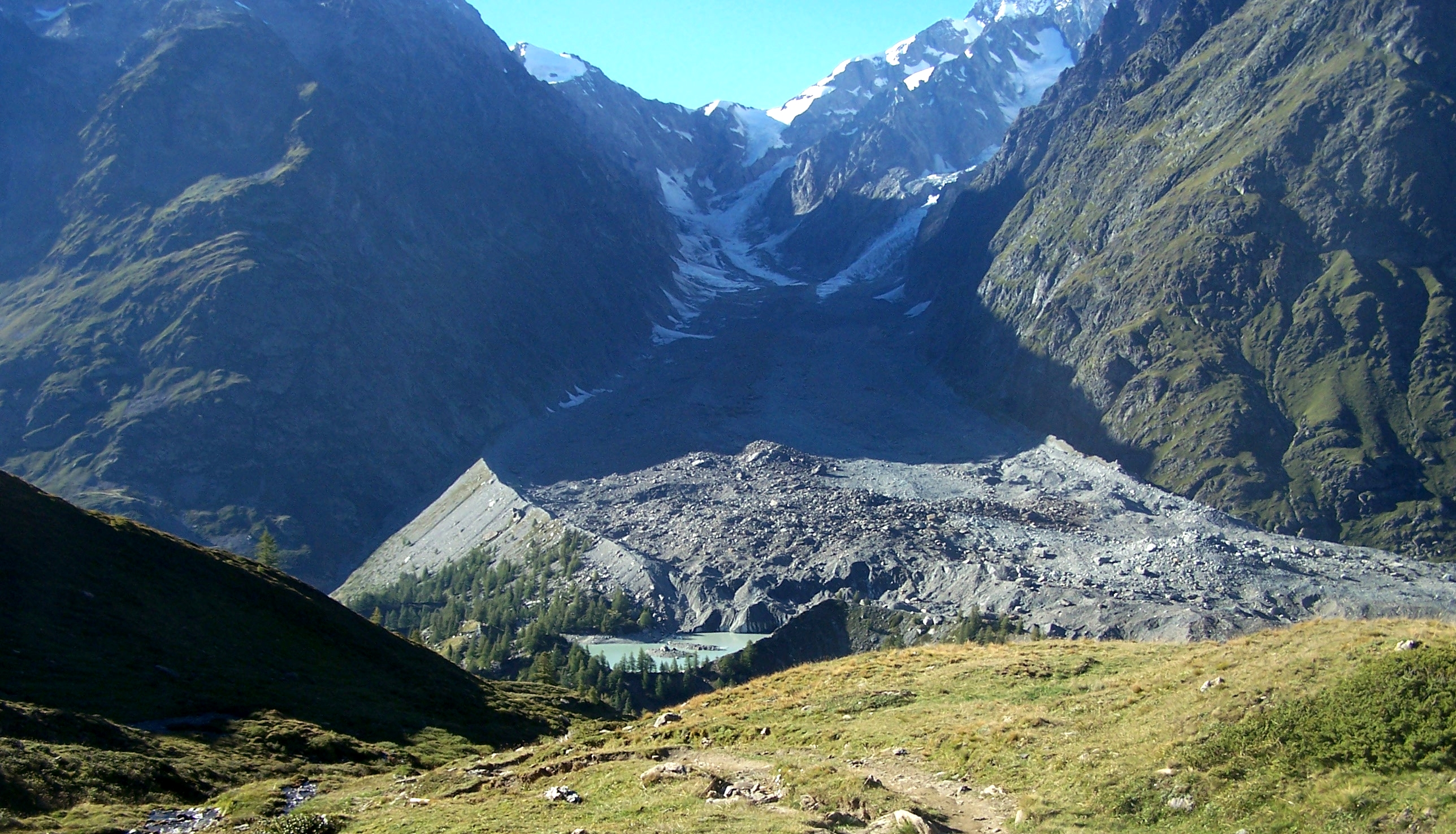
Final do glaciar no Vale Vény. À esquerda, a morena lateral
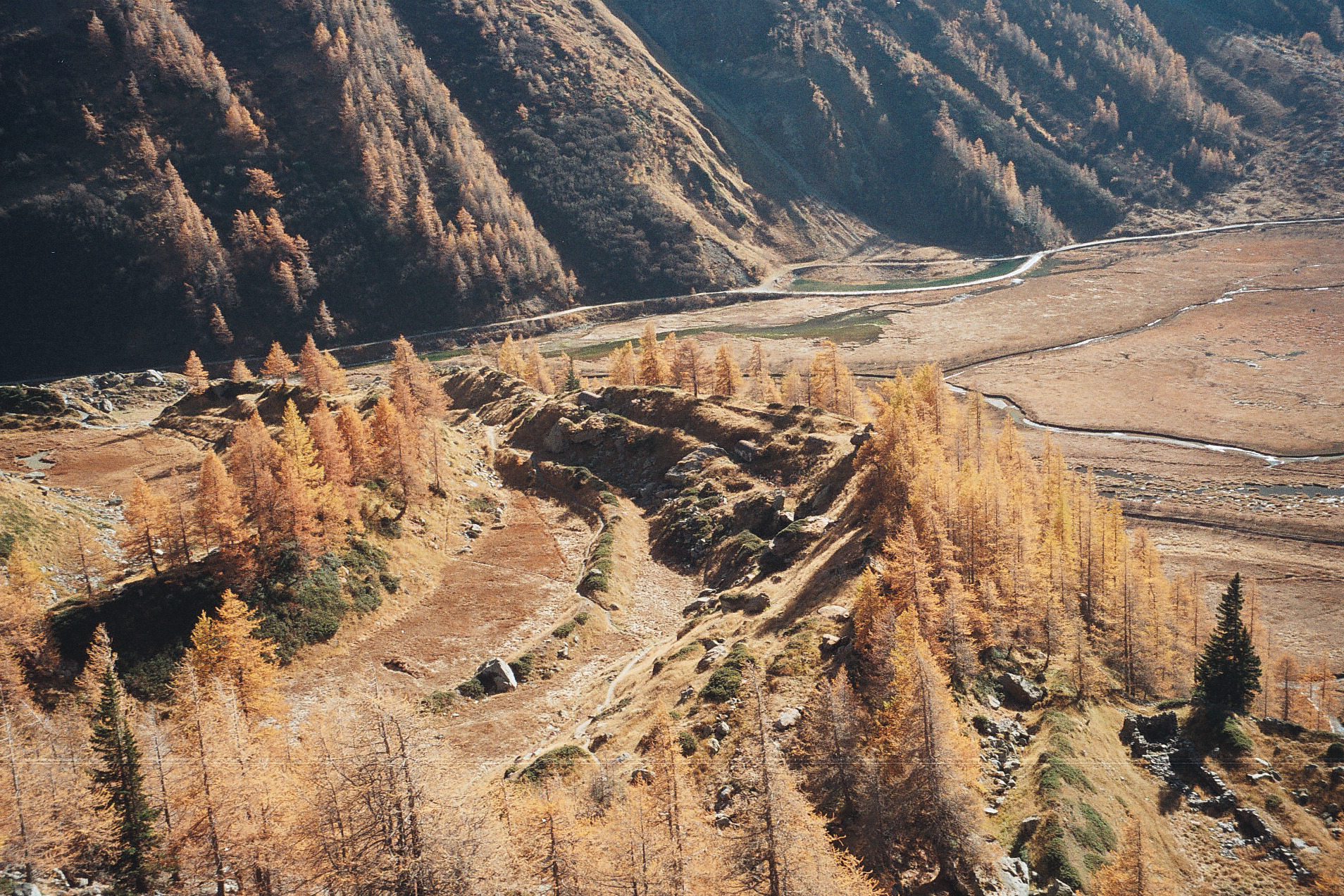
As morenas do glaciar de Miage.
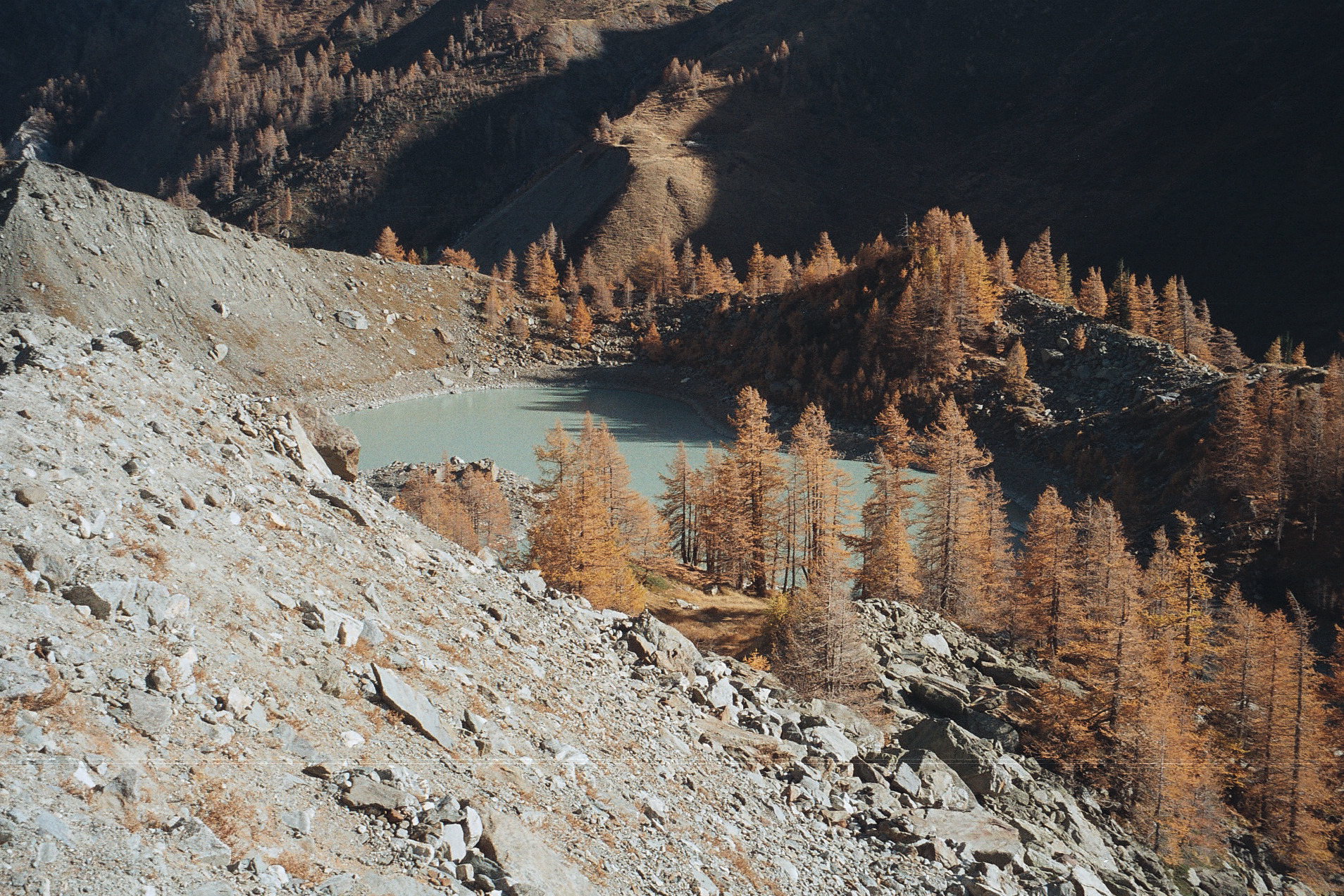
O jardim ou lago verde
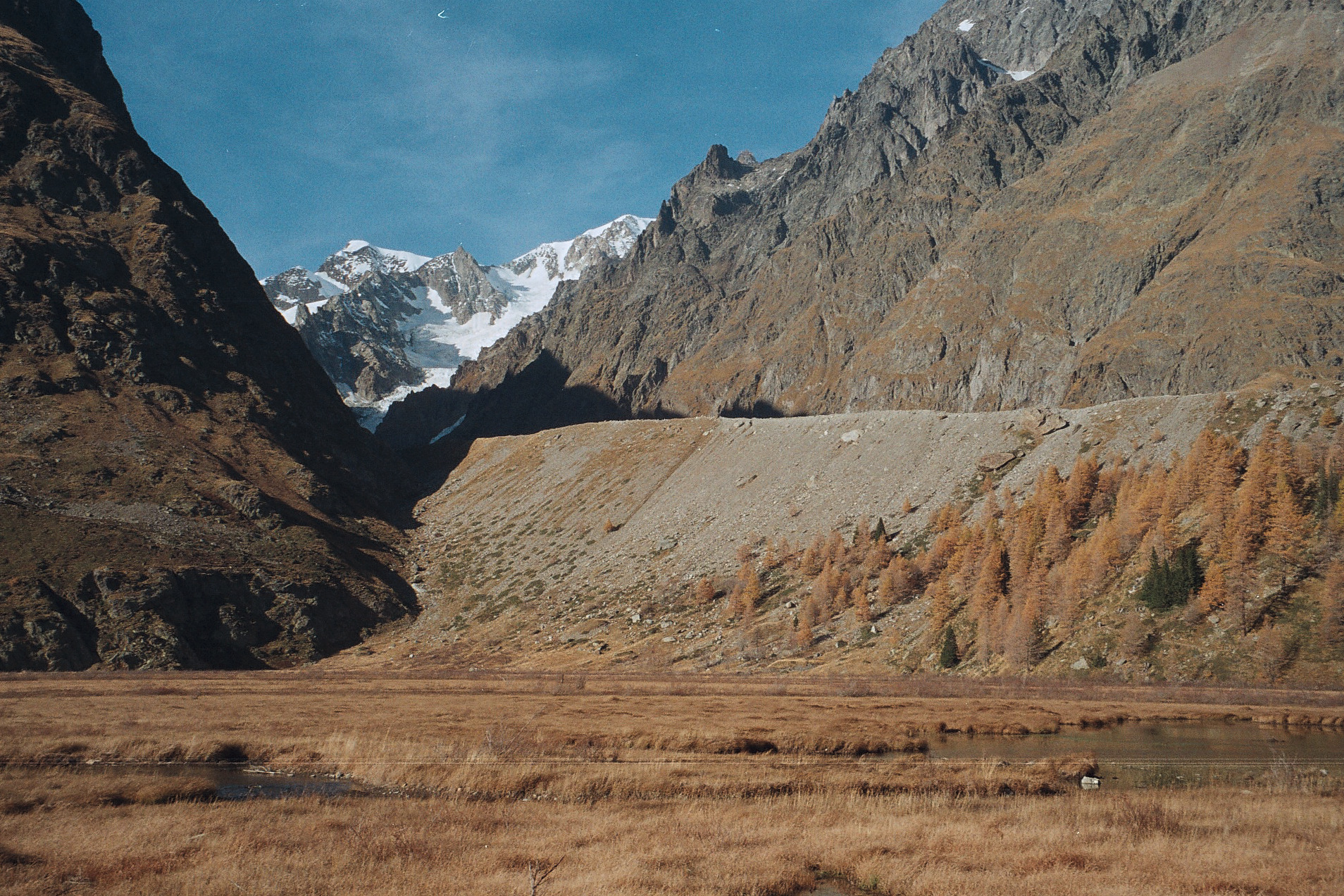
Morene de Visaille

### Imagens externas
- «C2C - Lac de combal» (em francês)
- «C2C - Imagens do Jardim de Miage» (em francês)